# Oligotricha hybridoides
Oligotricha hybridoides är en nattsländeart som beskrevs av Wiggins och Shinji Kuwayama 1971. Oligotricha hybridoides ingår i släktet Oligotricha och familjen broknattsländor. Inga underarter finns listade i Catalogue of Life.